# Lijst van afleveringen van Charmed (seizoen 4)
Hieronder staat een overzicht en een korte beschrijving van de afleveringen van seizoen 4 van Charmed.
| Charmed Again (Part 1) | 4 oktober 2001   | 4.01 |
| Na de dood van Prue proberen Piper en Phoebe hun leven weer op te pakken, maar vooral Piper heeft het zwaar met het verlies. Dan doen ze een schokkende ontdekking: ze hebben een halfzus genaamd Paige, geboren uit een affaire van hun moeder met haar lichtgids Sam. Zij is eveneens een Charmed One, en kan Prue’s plaats innemen om de kracht van drie te herstellen. Paige weet echter nog niets van het feit dat een heks is. |                  |      |
| Charmed Again (Part 2) | 4 oktober 2001   | 4.02 |
| De Bron probeert Paige te veranderen in een slechte heks om de terugkeer van de Charmed Ones te verhinderen. Ondertussen is een agent ervan overtuigd dat Piper en Phoebe Prue hebben vermoord. Zijn onderzoek brengt hun geheim in gevaar. |                  |      |
| Hell Hath No Fury | 11 oktober 2001  | 4.03 |
| Paige gebruikt het Boek der Schaduwen voor persoonlijk gewin, met vervelende gevolgen. Ondertussen wordt Piper door haar opgekropte woede over Prue’s dood slachtoffer van de Furies, die haar veranderen in een van hen. |                  |      |
| Enter the Demon | 18 oktober 2001  | 4.04 |
| Door een mislukt drankje van Paige wisselen Phoebe en zij van lichaam. Ondertussen worden de zussen geconfronteerd met een demon die een poort heeft geopend tussen twee werelden. |                  |      |
| Size Matters | 25 oktober 2001  | 4.05 |
| De zussen komen oog in oog te staan met een tovenaar die heksen krimpt tot een paar centimeter hoogte, en dan in beeldjes verandert. |                  |      |
| A Knight to Remember | 1 november 2001  | 4.06 |
| Paige wordt geconfronteerd met een vorig leven, waarin zij een slechte heks was. Deze slechte heks probeert in de middeleeuwen met een prins te trouwen voor meer macht. |                  |      |
| Brain Drain | 4 oktober 2001   | 4.07 |
| De Bron ontvoerd Piper, en brengt haar in een droomwereld waarin zij en haar zussen patiënten zijn in een psychiatrische kliniek. Op deze manier probeert hij haar te laten denken dat haar hele leven als heks slechts in haar fantasie bestaat, en ze haar krachten op zal geven. |                  |      |
| Black As Cole | 15 november 2001 | 4.08 |
| Een aantal jonge heksen worden vermoord, en Cole lijkt de dader. Zeker wanneer een vrouw opduikt die beweerd dat Cole haar verloofde heeft vermoord. Ondertussen wil Cole Phoebe ten huwelijk vragen. |                  |      |
| Muse to My Ears | 13 december 2001 | 4.09 |
| Overal ter wereld worden muzen ontvoerd door Warlocks, die hun magische creativiteit voor het kwade willen gebruiken. |                  |      |
| A Paige from the Past | 17 januari 2002  | 4.10 |
| Paige wordt geteisterd door herinneringen aan de dood van haar adoptiefouders. Leo roept de hulp in van een geest om haar naar het verleden te brengen zodat ze de ware toedracht achter het gebeuren kan ontdekken. Ondertussen worden Phoebe en Cole bezeten door twee kwade geesten, die in hun nieuwe lichamen proberen te trouwen.                                                                                              |                  |      |
| Trial By Magic | 24 januari 2002  | 4.11 |
| Phoebe moet getuigen in een rechtszaak tegen een onschuldige man die van moord op zijn vrouw wordt beschuldigd. Terwijl Piper en Paige de ware moordenaar zoeken, roept Phoebe de geest van de vermoorde vrouw op om haar echtgenoot vrij te krijgen. |                  |      |
| Lost and Bound | 31 januari 2002  | 4.12 |
| De zussen moeten een jonge firestarter leren zijn krachten te gebruiken voor het goede, en hem beschermen tegen de Bron. Ondertussen wordt Phoebe door een magische ring veranderd in een stereotiepe huisvrouw uit de jaren 50. |                  |      |
| Charmed and Dangerous | 7 februari 2002  | 4.13 |
| De Bron steelt de Hollow om eindelijk de Charmed Ones te kunnen vernietigen. Dit heeft een groot gevecht tussen de Charmed Ones en de Bron tot gevolg. |                  |      |
| The Three Faces of Phoebe | 14 februari 2002 | 4.14 |
| Phoebe spreekt een spreuk uit die haar kan helpen bij haar beslissing of ze wel of niet met Cole moet trouwen. Hierdoor krijgt ze haar verleden en haar toekomst te zien. Ondertussen wordt Cole bezeten door de geest van de Bron. |                  |      |
| Marry-Go-Round | 14 maart 2002    | 4.15 |
| Cole en de Ziener zorgen ervoor dat de geplande bruiloft van hem en Phoebe verstoord wordt. Tevens zetten ze een demon in om ervoor te zorgen dat het kind dat Cole bij Phoebe verwekt kwaadaardig zal zijn. |                  |      |
| The Fifth Halliwhell | 21 maart 2002    | 4.   |
| Paige voelt zich buitengesloten nu allebei haar zussen zijn getrouwd. Ze is er tevens van overtuigd dat Cole nog steeds slecht is. |                  |      |
| Saving Private Leo | 28 maart 2002    | 4.17 |
| Twee geesten uit Leo’s verleden keren terug, en beginnen de heksen die hij moet beschermen te doden. |                  |      |
| Bite Me | 18 april 2002    | 4.18 |
| Een vampierkoningin laat Paige ontvoeren en tot vampier maken om zo de Charmed Ones aan haar kant te krijgen. Paige’s eerste doelwitten zijn Piper en Phoebe. |                  |      |
| We're Off to See the Wizard | 25 april 2002    | 4.19 |
| Piper, Paige en Phoebe spannen samen met een ambitieuze tovenaar om de terugkeer van de Bron te stoppen. Wat ze niet weten is dat Cole de nieuwe Bron is, en hij Phoebe als zijn koningin wil. |                  |      |
| Long Live the Queen | 2 mei 2002       | 4.20 |
| Phoebe verkiest ervoor om bij Cole te blijven, en wordt zo de koningin van de onderwereld. Wanneer ze echter een onschuldig iemand redt, dreigt er een opstand uit te breken in de onderwereld tegen het bewind van Cole en haar. |                  |      |
| Womb Raider | 9 mei 2002       | 4.21 |
| Phoebe’s ongeboren baby begint tekenen te vertonen van grote demonische macht, en neemt langzaam bezit van Phoebe’s lichaam. De Ziener wil de baby stelen om zo zelf de Bron te worden. |                  |      |
| Witch Way Now? | 16 mei 2002      | 4.22 |
| Phoebe is weer zichzelf en de Bron is definitief verslagen. Cole roept Phoebe op vanuit het hiernamaals daar hij nog niet een punt achter hun relatie wil zetten. Ondertussen krijgen de Charmed Ones bezoek van de Engel van het Lot, die hen de kans biedt om als normale mensen verder te leven. Aan het eind van de aflevering blijkt Piper zwanger te zijn.                                                                     |                  |      |